# Nenad Vujić
Nenad Vujić (cyr. Ненад Вујић; ur. 26 października 1966 w Loznicy) – serbski prawnik, od 2025 minister sprawiedliwości.

## Życiorys
Ukończył szkołę średnią w rodzinnej miejscowości, a następnie studia prawnicze na Uniwersytecie w Belgradzie. Uzyskał następnie uprawnienia adwokata. Zajął się zagadnieniami z zakresu praw człowieka, mniejszości i uchodźców oraz praw pracowniczych. Pracował w instytucjach specjalizujących się w prawach człowieka. Był m.in. kierownikiem biura w Norweskiej Radzie ds. Uchodźców, prowadził szkolenia dla sędziów i prokuratorów. W 2005 został dyrektorem centrum kształcenia kadr sędziowskich, a w 2010 dyrektorem Akademii Sądownictwa.
W kwietniu 2025 objął urząd ministra sprawiedliwości w rządzie Đura Macuta.